# Aleiodes gasterator
Aleiodes gasterator är en stekelart som först beskrevs av Louis Jurine 1807.
Aleiodes gasterator ingår i släktet Aleiodes och familjen bracksteklar. Inga underarter finns listade i Catalogue of Life.